# ایمکه کورتوا
ایمکه کورتوا (انگلیسی: Imke Courtois؛ زادهٔ ۱۴ مارس ۱۹۸۸) بازیکن فوتبال اهل بلژیک است.
وی همچنین در تیم‌های ملی فوتبال زنان بلژیک بازی کرده‌است.